# BioParque de Río
El BioParque de Río (en portugués: BioParque do Rio), antiguamente Jardín zoológico de Río de Janeiro (Jardim Zoológico do Rio de Janeiro), se encuentra en el parque Quinta da Boa Vista, en el barrio de San Cristóbal de Río de Janeiro, Brasil. Su reconversión en bioparque lo convirtió en un centro de conservación de la biodiversidad.

## Historia
El primer parque zoológico del país fue inaugurado el 16 de enero de 1888 en el barrio de Vila Isabel, en la zona norte de la capital del entonces Imperio del Brasil. El dueño del zoológico, el empresario João Batista Viana Drummond (Barón de Drummond), consiguió monos y jacarés brasileños, y leones y elefantes de África.
Con el fin de la monarquía y la proclamación de la República, Drummond dejó de tener apoyo económico del gobierno y tuvo problemas para mantener a los animales. Fue así que inventó el 'juego del bicho' (en portugués, jogo do bicho), una improvisada lotería donde el billete de ingreso (que costaba 1.000 réis) tenía impresa la figura de un animal, con 25 opciones distintas. Al final de la tarde, se develaba cuál era el animal elegido y quien tuviese un billete con el mismo animal se llevaba el premio de 20.000 réis. Esta lotería no solamente le permitió al Barón de Drummond mejorar las finanzas y conservar el zoológico, sino que también popularizaría involuntariamente el 'juego del bicho', que creció, evolucionó y en la actualidad se sigue jugando en Río de Janeiro, pese a que está prohibido desde 1941.
Drummond murió en 1897 y la dirección del zoológico quedó en manos de su sobrino Carlos Drummond Franklin, quien no supo manejar financieramente el negocio. Finalmente y después de distintas administraciones, el zoológico de Vila Isabel cerró en 1949.

### El segundo zoológico carioca
Río de Janeiro quedó sin zoológico hasta marzo de 1945, cuando se abrieron las puertas del nuevo zoológico carioca en el parque Quinta da Boa Vista. Usó como arco de acceso el pórtico que el duque de Northumberland le había obsequiado al emperador Pedro I para su casamiento, que fue trasladado de Inglaterra a Brasil en barco y durante un tiempo fue la entrada al palacio de la familia real portuguesa en la Quinta da Boa Vista, y que desde 1910 se encuentra en su ubicación actual.
El zoológico fue transformado en 1985 en la Fundação Jardim Zoológico do Rio de Janeiro (RIOZOO), lo que inició un camino hacia un proceso de modernización. En 2016, la administración del zoológico dejó de pertenecer a RIOZOO y pasó a manos privadas con participación estatal, a través de una concesión al Grupo Cataratas.

### De zoológico a bioparque
Cerrado en noviembre de 2019 para realizar refacciones, reabrió en marzo de 2021 reconvertido en BioParque do Rio como un espacio destinado al bienestar de los animales, la educación ambiental y la investigación sobre las especies, con lo que esperan beneficiar a 47 especies en peligro de extinción. También representó el desmantelamiento de las jaulas y la construcción de espacios más amplios y confortables para los animales.
Durante las obras de remodelación se encontraron más de 30.000 restos arqueológicos de la época monárquica de Brasil, cuya mayor parte sería donada al Museo Nacional y otra parte sería expuesta en el bioparque.

## Animales e instalaciones
El BioParque do Rio cuenta con 1.100 animales de 140 especies, en un área de visita de 60.000 metros cuadrados.

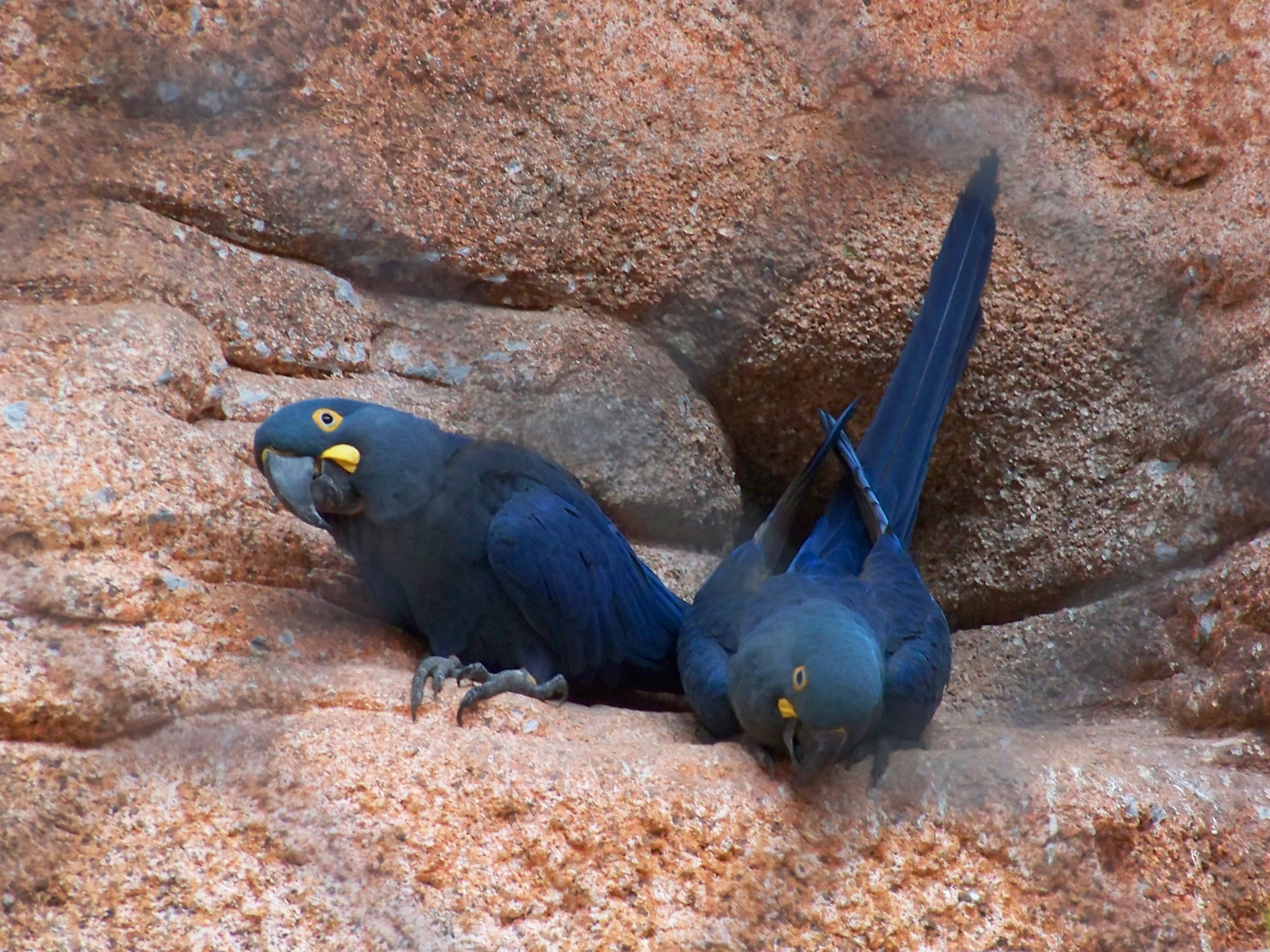
Una pareja de guacamayos de Lear en el bioparque.

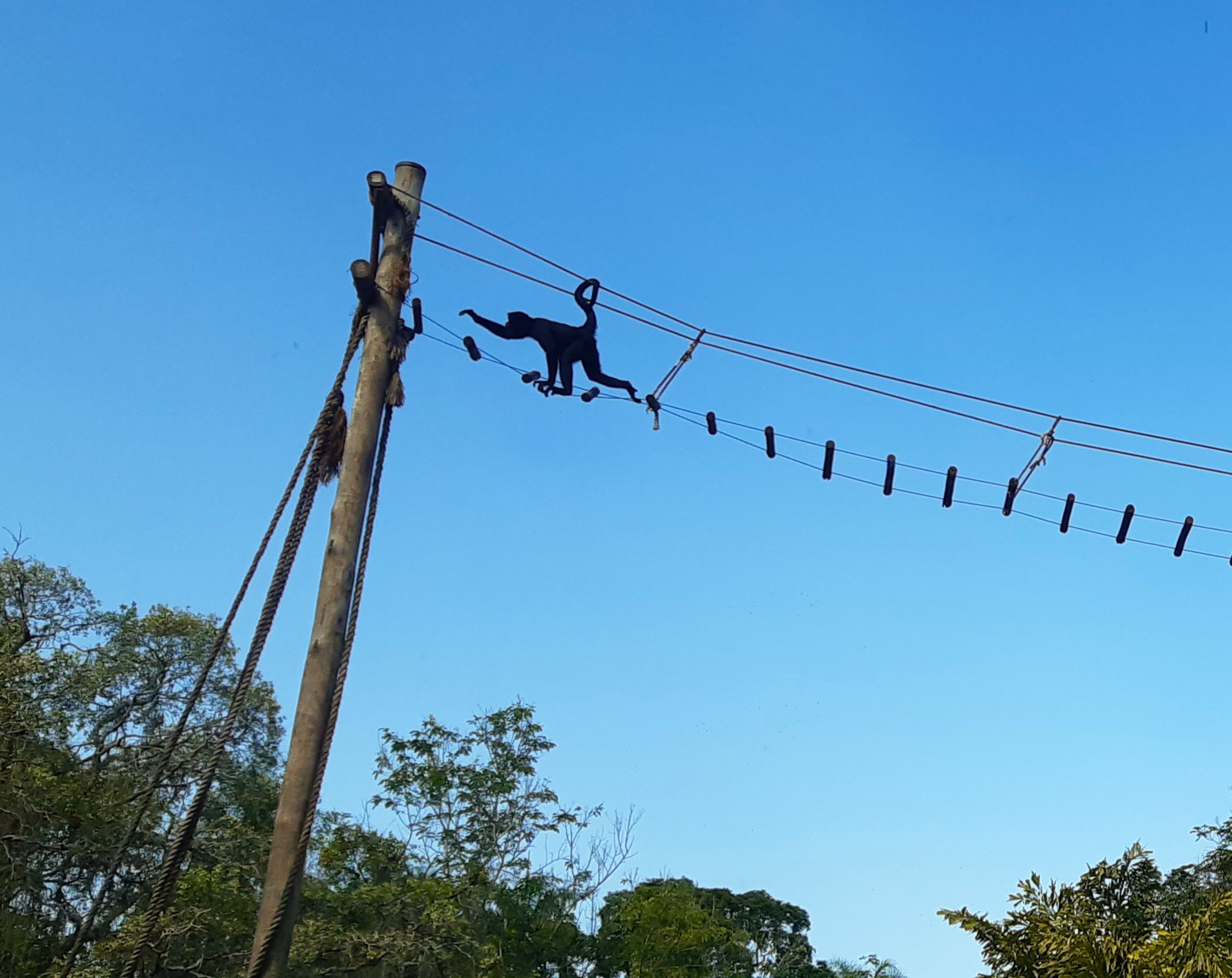
Mono araña.

Las áreas en las que está dividido son:
- Isla de los Primates
- Sabana Africana (con una pasarela elevada para los visitantes y un circuito de barcos)
- Carnívoros
- Reyes de la Selva
- Cerrado (animales de la ecorregión del Cerrado de sabana tropical de la zona centro y sur de Brasil)
- Asiáticos (con el espacio de los elefantes, de 8 mil metros cuadrados, diez veces más grande que el que los albergaba anteriormente)
- Villa de los Reptiles
- Inmersión Tropical (recreación de un bosque tropical con más de 50 especies, como papagayos, cotorras doradas, erizos, agutíes y seriemas)
- Jardín de Burle Marx (basándose en un proyecto de 1946 del paisajista Roberto Burle Marx para el zoológico)
- Alameda Macaco Tião (con la estatua de un famoso mono del zoológico nacido en 1963 y fallecido en 1996)

También hay un espacio dedicado a animales en peligro de extinción en Brasil (como el paujil piquirrojo, el guacamayo de Lear y el aguará guazú) y un hospital veterinario que se ocupa de animales con problemas de salud, trastornos de conducta o edad avanzada.
El parque cuenta con locales gastronómicos, una tienda oficial y es accesible para personas con discapacidad.

## Controversia
La Policía Federal investiga la muerte de 4 jirafas y las denuncias de malos tratos hacia otras 14 importadas desde África por el BioParque de Río. Los 18 animales (todos menores de dos años) fueron trasladados en avión desde Sudáfrica al safari Portobello, de Mangaratiba. Seis ejemplares escaparon y fueron recapturados, pero tres de ellos murieron. Posteriormente falleció otra de las jirafas. La Policía apresó a dos hombres por malos tratos y redactó un informe donde señala que los animales tenían hematomas, lesiones pulmonares y coágulos cardiacos, en lo que calificó como «el mayor caso de tráfico de animales silvestres de la historia de Brasil». El bioparque negó las acusaciones por maltratos e irregularidades en la compra de los animales, y aseguró haber firmado un convenio con la Giraffe Conservation Foundation, aunque la organización aseguró que eso nunca ocurrió.